# Arduino Uno

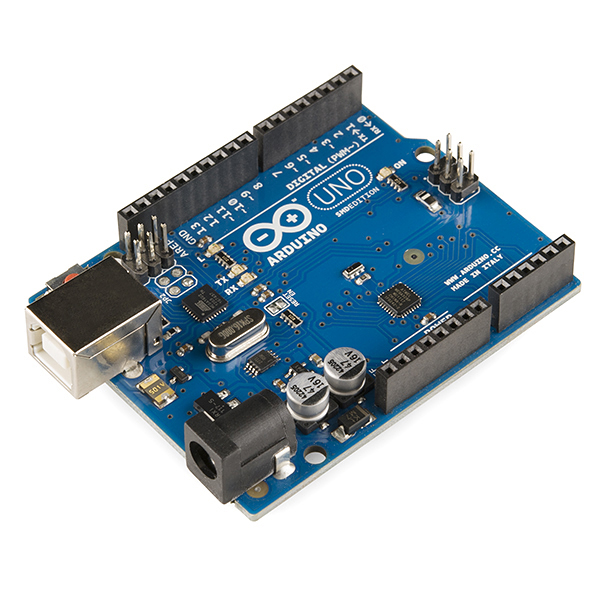
Arduino Uno SMD R3

Arduino Uno je v informatice název malého jednodeskového počítače založeného na mikrokontrolerech ATmega od firmy Atmel.
Arduino Uno je v současné době nejčastěji používaný typ desky. Vlastní USB port, pracuje na procesoru ATmega328. Možnou alternativou této desky je Arduino Ethernet (místo usb, ethernet port). Druhou možnou alternativou je Arduino Bluetooth. Místo USB je osazen Bluetooth modul.

## Technické informace
| Mikroprocesor                    | ATmega328P              |
| Provozní napětí (logická úroveň) | 5V                      |
| Vstupní napětí (doporučeno)      | 7-12V                   |
| Vstupní napětí (maximální meze)  | 6-20V                   |
| Počet digitálních I/O pinů       | 14 pinů, z toho 6 s PWM |
| Počet analogových vstupů         | 6 pinů                  |
| Proudové zatížení na 1 pin       | 20 mA                   |
| Flash paměť                      | 32 KB                   |
| SRAM                             | 2 KB                    |
| EEPROM                           | 1KB                     |
| Rychlost hodin                   | 16 MHz                  |
| Výška                            | 68.6 mm                 |
| Šířka                            | 53.4 mm                 |
| Váha                             | 25 g                    |